# Helen Savier DuMond
Helen Savier DuMond, née le 31 août 1872 à Portland (Oregon) et morte le 6 décembre 1968 à Alhambra (Californie), est une peintre américaine.

## Biographie
Épouse (1895) et ancienne élève de Frank DuMond, amie de Bessie Potter Vonnoh, elle se fait connaître par ses paysages et ses miniatures et dirige la New York Art Students Leagues.